# Sagittalebene (Optik)

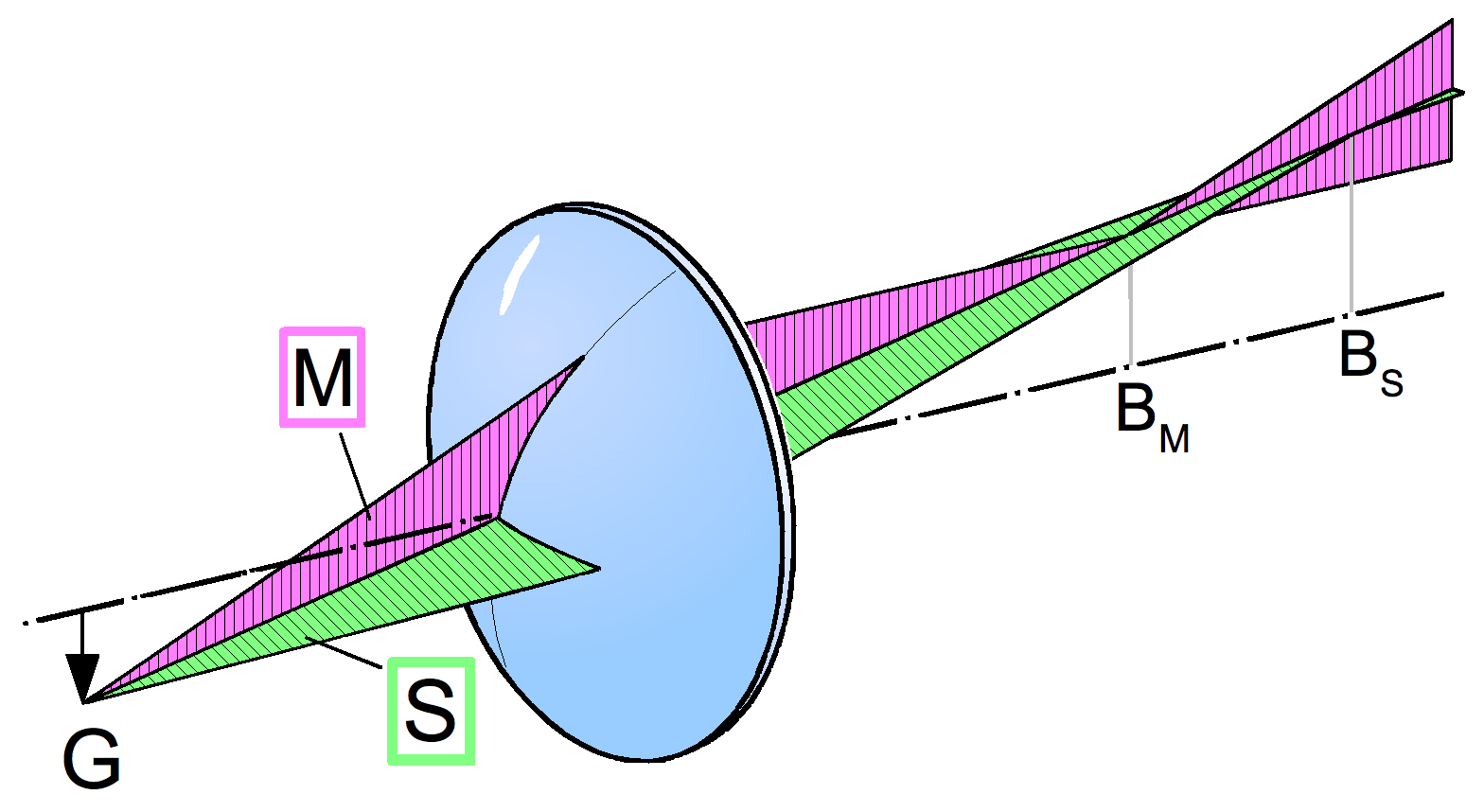
Meridional- (M) und Sagittalebene (S) eines Strahlenbündels, das vom Gegenstand G ausgeht und durch eine Sammellinse tritt. B_{M} und B_{S} sind die Bildebenen für Strahlen in den beiden Ebenen (siehe Astigmatismus). Die strichpunktierte Linie ist die optische Achse.

Die Sagittalebene (von lateinisch Sagitta, Pfeil) ist in der geometrischen Optik eine Hilfsebene zur Berechnung und Beurteilung der Eigenschaften eines abbildenden Systems. Sie ist jeweils die Ebene, die den Hauptstrahl des Strahlenbündels enthält und senkrecht auf dessen Meridionalebene steht. Da der Hauptstrahl beim Durchgang durch ein System im Allgemeinen an jeder Fläche die Richtung ändert, gibt es für jeden Abschnitt zwischen zwei Flächen eine eigene Sagittalebene.
Für einen Objektpunkt, der auf der optischen Achse liegt, bilden alle Ebenen, die den Hauptstrahl enthalten (der in diesem Fall auf der Achse liegt), eine Schar von Meridionalebenen, und es existiert keine Sagittalebene.